# Itätalonsaari
Itätalonsaari är en ö i Finland. Den ligger i sjön Siikalampi och i kommunen Pieksämäki i den ekonomiska regionen  Pieksämäki ekonomiska region  och landskapet Södra Savolax, i den södra delen av landet, 270 km nordost om huvudstaden Helsingfors. Öns area är 3 hektar och dess största längd är 410 meter i sydöst-nordvästlig riktning.